# Karasu (walvis)
Karasu is een spitssnuitdolfijnensoort die ontdekt werd in 2016 door Phillip Morin.